# Herbert Langemann
Herbert Langemann (* 29. Januar 1950 in Wuppertal; † 29. November 1987 in Hamburg) war ein deutscher Schauspieler und Puppenspieler.

## Leben

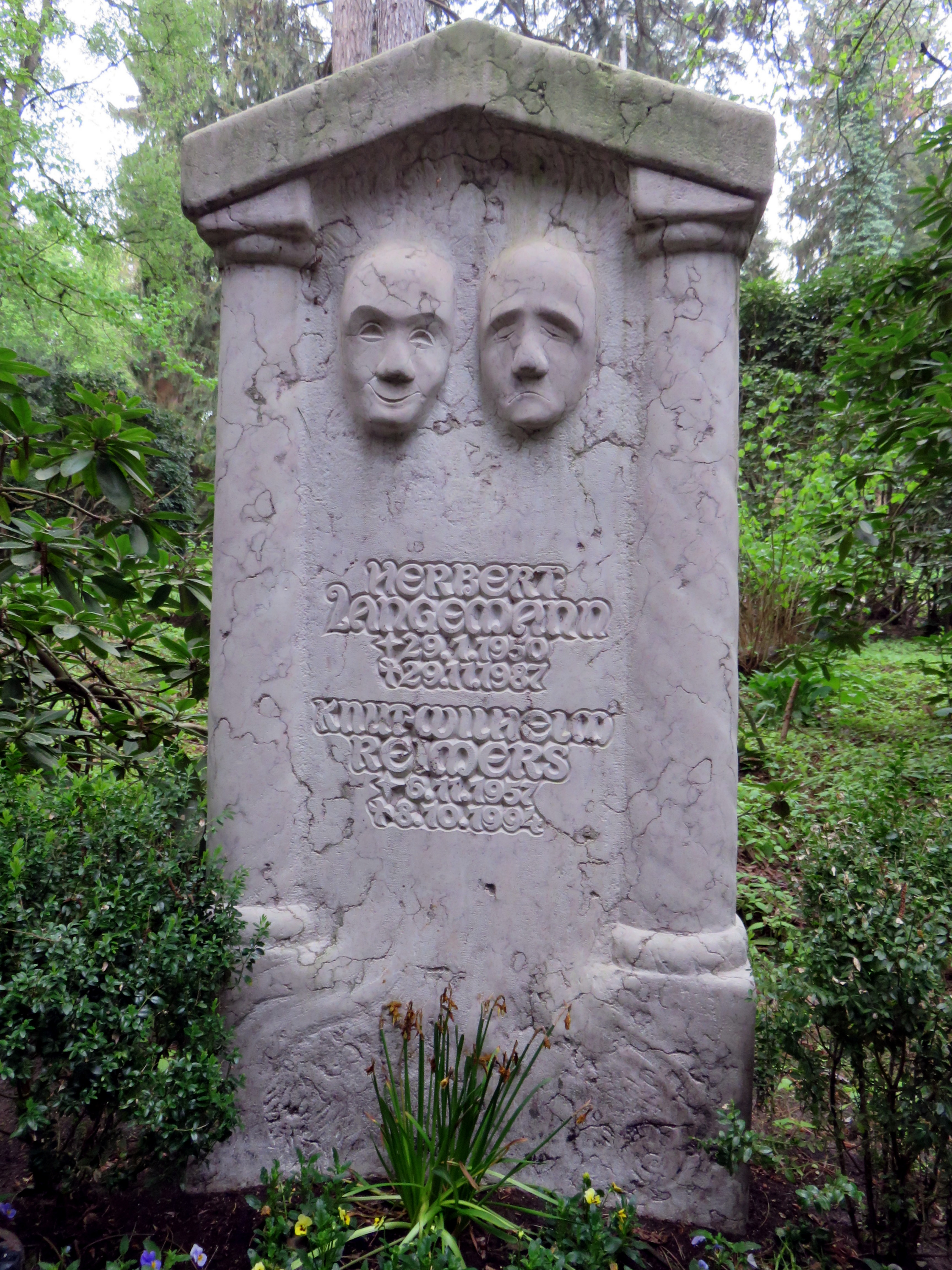
Grabstein für Herbert Langemann auf dem Friedhof Ohlsdorf

Langemann trat in diversen Rollen als Sprecher, Puppe oder Puppenbediener auf. Seine berühmtesten Figuren waren die Großpuppe Samson aus der Sesamstraße (32 Folgen, 1986) und Kasimir aus Hallo Spencer (90 Folgen, 1980–1987), die er auch selbst sprach. In Hamburg hat er außerdem experimentelle und musikalische Puppenspiele an der Akademie der Künste veranstaltet.
Herbert Langemann starb im November 1987. Deswegen konnte die 87. Hallo Spencer-Folge Kasi braucht Hilfe nicht fertiggestellt und auch nicht gesendet werden. Die Rolle des Samson übernahm nach seinem Tod Matthias Bullach, als Puppenspieler des Kasimir übernahm Martin Leßmann.
Langemann wurde in Hamburg auf dem Ohlsdorfer Friedhof beigesetzt im Planquadrat AC 11 südöstlich von Kapelle 8 nahe der Norderstraße.

## Filmografie (Auswahl)
- 1979–1987: Hallo Spencer
- 1982: Spencers Ferientipps
- 1983: Achterbahn
- 1986: Sesamstraße